# جون س. هوارد
جون س. هوارد (بالإنجليزية: John C. Howard)‏ هو مونتير أمريكي، ولد في 1 يوليو 1930 في لوس أنجلوس في الولايات المتحدة، وتوفي في 28 مايو 1983 في شيرمان أوكس في الولايات المتحدة.

## وصلات خارجية
- جون س. هوارد على موقع IMDb (الإنجليزية)
- جون س. هوارد على موقع ألو سيني (الفرنسية)
- جون س. هوارد على موقع أول موفي (الإنجليزية)
- جون س. هوارد على موقع قاعدة بيانات الأفلام السويدية (السويدية)
- جون س. هوارد على موقع قاعدة بيانات الفيلم (الإنجليزية)
- جون س. هوارد على موقع كينوبويسك (الروسية)